# Liste der Bodendenkmäler in Straubing
Auf dieser Seite sind die Bodendenkmäler in der niederbayerischen kreisfreien Stadt Straubing zusammengestellt. Diese Tabelle ist eine Teilliste der Liste der Bodendenkmäler in Bayern. Grundlage ist die Bayerische Denkmalliste, die auf Basis des Bayerischen Denkmalschutzgesetzes vom 1. Oktober 1973 erstmals erstellt wurde und seither durch das Bayerische Landesamt für Denkmalpflege geführt wird. Die folgenden Angaben ersetzen nicht die rechtsverbindliche Auskunft der Denkmalschutzbehörde.

## Bodendenkmäler in Straubing
| Lage                                   | Objekt | Akten-Nr.     | Bild |
| -------------------------------------- | --- | ------------- | ---- |
| Alburg Straubing (Standort)            | Siedlung der Bronzezeit. | D-2-7041-0151 |      |
| Ittling Straubing (Standort)           | Siedlung der Münchshöfener Gruppe, der frühen, mittleren und späten Bronzezeit, der älteren und jüngeren Urnenfelderzeit, der Hallstattzeit, u. a. der späten Hallstattzeit, sowie der frühen und späten Latènezeit. | D-2-7041-0161 |      |
| Ittling Straubing (Standort)           | Siedlung der mittleren Bronzezeit, der Urnenfelder- und Hallstattzeit. | D-2-7041-0162 |      |
| Unterzeitldorn Straubing (Standort)    | Siedlung und Bestattungsplatz der frühen Bronzezeit, Siedlung der Glockenbecherkultur, der mittleren Bronzezeit, der Urnenfelder-, Hallstatt- und frühen Latènezeit sowie des späten Mittelalters mit Grabenwerken, frühmittelalterlicher Friedhof. | D-2-7041-0165 |      |
| Kagers Straubing (Standort)            | Untertägige mittelalterliche Befunde im Bereich der Kath. Kirche Unserer Lieben Frau in Öberau, darunter die Spuren von Vorgängerbauten bzw. älterer Bauphasen. | D-2-7041-0169 |      |
| Kagers Straubing (Standort)            | Frühmittelalterlicher Ringwall. | D-2-7041-0170 |      |
| Unterzeitldorn Straubing (Standort)    | Untertägige mittelalterliche und frühneuzeitliche Befunde im Bereich der Kath. Kirche St. Jakobus in Unterzeitldorn, darunter die Spuren von Vorgängerbauten bzw. älterer Bauphasen. | D-2-7041-0171 |      |
| Hornstorf Straubing (Standort)         | Untertägige mittelalterliche und frühneuzeitliche Befunde im Bereich der Kath. Wallfahrtskirche Mariä Himmelfahrt in Sossau, darunter die Spuren von Vorgängerbauten bzw. älterer Bauphasen. | D-2-7041-0257 |      |
| Unterzeitldorn Straubing (Standort)    | Untertägige mittelalterliche und frühneuzeitliche Befunde im Bereich des Schlosses von Unterzeitldorn mit ehem. Wassergraben sowie Nebengebäuden und Gartenanlagen, darunter die Spuren von Vorgängerbauten bzw. älteren Bauphasen und abgegangenen Gebäudeteilen. | D-2-7041-0260 |      |
| Unterzeitldorn Straubing (Standort)    | Siedlung vor- und frühgeschichtlicher Zeitstellung. | D-2-7041-0262 |      |
| Hornstorf Straubing (Standort)         | Siedlung vor- und frühgeschichtlicher Zeitstellung. | D-2-7041-0263 |      |
| Ittling Straubing (Standort)           | Verebneter Kreisgraben und Siedlung vor- und frühgeschichtlicher Zeitstellung. | D-2-7041-0265 |      |
| Oberharthausen Geiselhöring (Standort) | Verebnete vorgeschichtliche Grabhügel und Siedlungen vor- und frühgeschichtlicher Zeitstellung, u. a. des Mittelneolithikums (Stichbandkeramik, Gruppe Oberlauterbach) des Jungneolithikums (Münchshöfener Gruppe), der Urnenfelder- und Latènezeit sowie der römischen Kaiserzeit. | D-2-7140-0100 |      |
| Perkam (Standort)                      | Siedlung vor- und frühgeschichtlicher Zeitstellung. | D-2-7140-0230 |      |
| Alburg Straubing (Standort)            | Bestattungsplatz der mittleren Bronzezeit. | D-2-7141-0002 |      |
| Alburg Straubing (Standort)            | Siedlung der Linear- und Stichbandkeramik, des Mittel- und Jungneolithikums, u. a. der Gruppe Oberlauterbach, der Münchshöfener und der Altheimer Gruppe, des Spätneolithikums, der frühen Bronzezeit, der frühen und der späten Latènezeit sowie der mittleren römischen Kaiserzeit. Bestattungsplätze der Schnurkeramik, der Glockenbecherkultur, der frühen Bronzezeit und der mittleren Latènezeit sowie des Mittelalters bzw. der frühen Neuzeit. Grabenwerke linearbandkeramischer Zeitstellung. | D-2-7141-0003 |      |
| Alburg Straubing (Standort)            | Bestattungsplatz der Schnurkeramik. | D-2-7141-0005 |      |
| Alburg Straubing (Standort)            | Siedlung der frühen und mittleren Bronzezeit. Gräber der Urnenfelderzeit. | D-2-7141-0010 |      |
| Alburg Straubing (Standort)            | Siedlung der Urnenfelder- und Latènezeit sowie der mittleren römischen Kaiserzeit. | D-2-7141-0014 |      |
| Alburg Straubing (Standort)            | Siedlung der römischen Kaiserzeit. | D-2-7141-0015 |      |
| Alburg Straubing (Standort)            | Siedlung (Villa rustica) der römischen Kaiserzeit. | D-2-7141-0016 |      |
| Alburg Straubing (Standort)            | Untertägige mittelalterliche und frühneuzeitliche Befunde im Bereich der Kath. Pfarrkirche St. Stephan in Alburg, darunter die Spuren von Vorgängerbauten bzw. älterer Bauphasen. | D-2-7141-0017 |      |
| Alburg Straubing (Standort)            | Siedlung der römischen Kaiserzeit. | D-2-7141-0018 |      |
| Alburg Straubing (Standort)            | Verebnetes Grabenwerk und Siedlung vor- und frühgeschichtlicher Zeitstellung. Siedlung der mittleren bis späten Bronzezeit. Bestattungsplatz der mittleren römischen Kaiserzeit. | D-2-7141-0019 |      |
| Alburg Straubing (Standort)            | Siedlung der römischen Kaiserzeit. | D-2-7141-0020 |      |
| Alburg Straubing (Standort)            | Verebnete Grabhügel vorgeschichtlicher Zeitstellung. | D-2-7141-0022 |      |
| Alburg Straubing (Standort)            | Siedlung der Altheimer Gruppe, der Bronzezeit, der Latènezeit und der römischen Kaiserzeit sowie zwei verebnete viereckige Grabenwerke vor- und frühgeschichtlicher Zeitstellung. | D-2-7141-0023 |      |
| Alburg Straubing (Standort)            | Siedlung vor- und frühgeschichtlicher Zeitstellung. | D-2-7141-0026 |      |
| Alburg Straubing (Standort)            | Siedlung vor- und frühgeschichtlicher Zeitstellung und verebneter vorgeschichtlicher Grabhügel mit Kreisgraben. | D-2-7141-0027 |      |
| Alburg Straubing (Standort)            | Siedlung vor- und frühgeschichtlicher Zeitstellung. | D-2-7141-0028 |      |
| Alburg Straubing (Standort)            | Siedlung vor- und frühgeschichtlicher Zeitstellung. | D-2-7141-0029 |      |
| Alburg Straubing (Standort)            | Verebneter Grabhügel vorgeschichtlicher Zeitstellung. | D-2-7141-0031 |      |
| Alburg Straubing (Standort)            | Siedlung bzw. verebnete Grabhügel vor- und frühgeschichtlicher Zeitstellung. | D-2-7141-0032 |      |
| Alburg Straubing (Standort)            | Siedlung vor- und frühgeschichtlicher Zeitstellung. | D-2-7141-0033 |      |
| Alburg Straubing (Standort)            | Verebnetes Grabenwerk mit zwei Gräben vor- und frühgeschichtlicher Zeitstellung. | D-2-7141-0034 |      |
| Alburg Straubing (Standort)            | Verebneter Grabhügel vorgeschichtlicher Zeitstellung. | D-2-7141-0035 |      |
| Alburg Straubing (Standort)            | Verebneter Grabhügel vorgeschichtlicher Zeitstellung. | D-2-7141-0036 |      |
| Alburg Straubing (Standort)            | Brandgräber bzw. Siedlung vor- und frühgeschichtlicher Zeitstellung. | D-2-7141-0037 |      |
| Alburg Straubing (Standort)            | Siedlung vor- und frühgeschichtlicher Zeitstellung, u. a. der Münchshöfener und der Altheimer Kultur, der späten Latènezeit, der römischen Kaiserzeit und der Völkerwanderungszeit. Bestattungsplatz vor- und frühgeschichtlicher Zeitstellung, u. a. der Schnurkeramik und der Hallstattzeit. | D-2-7141-0039 |      |
| Alburg Straubing (Standort)            | Verebnete Grabhügel vorgeschichtlicher Zeitstellung. | D-2-7141-0040 |      |
| Alburg Straubing (Standort)            | Siedlung vor- und frühgeschichtlicher Zeitstellung. | D-2-7141-0043 |      |
| Alburg Straubing (Standort)            | Verebnete Grabhügel vorgeschichtlicher Zeitstellung. | D-2-7141-0044 |      |
| Alburg Straubing (Standort)            | Körpergräber vor- und frühgeschichtlicher Zeitstellung. | D-2-7141-0045 |      |
| Alburg Straubing (Standort)            | Verebnete Grabhügel vorgeschichtlicher Zeitstellung. | D-2-7141-0046 |      |
| Alburg Straubing (Standort)            | Siedlung vor- und frühgeschichtlicher Zeitstellung und verebneter vorgeschichtlicher Grabhügel. | D-2-7141-0047 |      |
| Alburg Straubing (Standort)            | Verebneter Grabhügel vorgeschichtlicher Zeitstellung. | D-2-7141-0048 |      |
| Kagers Straubing (Standort)            | Gräberfeld der Urnenfelderzeit. Siedlung der mittleren römischen Kaiserzeit. | D-2-7141-0050 |      |
| Straubing (Standort)                   | (Ost-)Kastell der römischen Kaiserzeit. | D-2-7141-0051 |      |
| Straubing (Standort)                   | (West-)Kastell der römischen Kaiserzeit. | D-2-7141-0052 |      |
| Straubing (Standort)                   | Lagerdorf (vicus) der mittleren römischen Kaiserzeit, Siedlung der frühen und mittleren Bronzezeit, der Urnenfelder- und Hallstattzeit und der späten Latènezeit, Gräber der Glockenbecherkultur und der mittleren Bronzezeit, Gräberfeld der späten römischen Kaiserzeit sowie frühmittelalterliche Befestigung und Reihengräber. | D-2-7141-0053 |      |
| Straubing (Standort)                   | Kastell der späten römischen Kaiserzeit. Siedlung der Altheimer Gruppe, der frühen und mittleren Bronzezeit, der Latènezeit sowie der römischen Kaiserzeit. Frühmittelalterliche Gräber. Bestattungshorizont und Siedlung der Neuzeit. | D-2-7141-0054 |      |
| Straubing (Standort)                   | Bestattungsplatz der frühen Bronzezeit, der römischen Kaiserzeit und des frühen Mittelalters sowie Siedlung der römischen Kaiserzeit und des frühen Mittelalters. | D-2-7141-0055 |      |
| Straubing (Standort)                   | Siedlung des Neolithikums, u. a. der Altheimer Gruppe. | D-2-7141-0083 |      |
| Straubing (Standort)                   | Siedlung des Neolithikums und der Urnenfelderzeit. | D-2-7141-0084 |      |
| Straubing (Standort)                   | Siedlung der frühen Latènezeit. | D-2-7141-0086 |      |
| Ittling Straubing (Standort)           | Siedlung der Hallstattzeit. | D-2-7141-0090 |      |
| Ittling Straubing (Standort)           | Siedlung der Linear- und Stichbandkeramik/Gruppe Oberlauterbach, der Münchshöfener Gruppe, der Urnenfelderzeit sowie allgemein der Metallzeiten. Bestattungsplatz und verebnetes Grabenwerk vor- und frühgeschichtlicher Zeitstellung. | D-2-7141-0093 |      |
| Ittling Straubing (Standort)           | Siedlung der Münchshöfener Kultur. | D-2-7141-0094 |      |
| Ittling Straubing (Standort)           | Siedlung der Stichbandkeramik. Verebnete Grabhügel vorgeschichtlicher Zeitstellung. | D-2-7141-0095 |      |
| Ittling Straubing (Standort)           | Siedlung der Stichbandkeramik. | D-2-7141-0096 |      |
| Aiterhofen (Standort)                  | Gräber und Siedlung vor- und frühgeschichtlicher Zeitstellung, u. a. der Linearbandkeramik. | D-2-7141-0113 |      |
| Atting (Standort)                      | Siedlung vor- und frühgeschichtlicher Zeitstellung. | D-2-7141-0190 |      |
| Amselfing Aiterhofen (Standort)        | Siedlung des Neolithikums. | D-2-7141-0327 |      |
| Ittling Straubing (Standort)           | Verebnete vorgeschichtliche Grabhügel und Siedlung vor- und frühgeschichtlicher Zeitstellung. | D-2-7141-0334 |      |
| Ittling Straubing (Standort)           | Siedlung vor- und frühgeschichtlicher Zeitstellung. | D-2-7141-0335 |      |
| Straubing (Standort)                   | Untertägige mittelalterliche und frühneuzeitliche Befunde im Bereich der Kath. Filial- und ehem. Pfarrkirche St. Peter, darunter die Spuren von Vorgängerbauten bzw. älterer Bauphasen. Frühmittelalterliche Gräber. Neuzeitlicher Bestattungshorizont. | D-2-7141-0345 |      |
| Alburg Straubing (Standort)            | Siedlung vor- und frühgeschichtlicher Zeitstellung. | D-2-7141-0351 |      |
| Straubing (Standort)                   | Untertägige mittelalterliche und frühneuzeitliche Befunde im Bereich des historischen Stadtkerns von Straubing. | D-2-7141-0364 |      |
| Straubing (Standort)                   | Untertägige spätmittelalterliche und frühneuzeitliche Befunde im Bereich des ehem. Herzogsschlosses von Straubing. | D-2-7141-0365 |      |
| Straubing (Standort)                   | Untertägige mittelalterliche und frühneuzeitliche Befunde im Bereich der ehem. Stadtbefestigung von Straubing mit vorgelagertem Stadtgraben. | D-2-7141-0366 |      |
| Straubing (Standort)                   | Untertägige Befunde der älteren Nordmauer der mittelalterlichen Stadtbefestigung von Straubing. | D-2-7141-0367 |      |
| Straubing (Standort)                   | Untertägige mittelalterliche und frühneuzeitliche Befunde im Bereich der Kath. Stadtpfarrkirche St. Jakob von Straubing und ihres Vorgängerbaus. | D-2-7141-0368 |      |
| Straubing (Standort)                   | Untertägige spätmittelalterliche und frühneuzeitliche Befunde und im Bereich der Kath. Filial- und ehem. Jesuitenkirche Mariä Himmelfahrt in Straubing und ihres Vorgängerbaus sowie des angeschlossenen Jesuitenkollegs. | D-2-7141-0369 |      |
| Straubing (Standort)                   | Untertägige mittelalterliche und frühneuzeitliche Befunde im Bereich der Kath. Spitalkirche Hl. Dreifaltigkeit in Straubing und des angeschlossenen Bürgerspitals. | D-2-7141-0370 |      |
| Straubing (Standort)                   | Untertägige spätmittelalterliche und frühneuzeitliche Befunde im Bereich der Kath. Karmeliten-Klosterkirche Hl. Geist in Straubing und dem zugehörigen Kloster. | D-2-7141-0371 |      |
| Straubing (Standort)                   | Untertägige frühneuzeitliche Befunde im Bereich der Kath. Ursulinen-Klosterkirche Unbefleckte Empfängnis Mariä in Straubing und ihres Vorgängerbaus sowie dem angeschlossenen Kloster. | D-2-7141-0372 |      |
| Straubing (Standort)                   | Untertägige spätmittelalterliche und frühneuzeitliche Befunde im Bereich der Kath. Kirche St. Veit in Straubing. | D-2-7141-0373 |      |
| Straubing (Standort)                   | Untertägige mittelalterliche und frühneuzeitliche Befunde im Bereich des abgegangenen Heiliggeist-Spitals von Straubing und dem zugehörigen Spitalfriedhof. | D-2-7141-0374 |      |
| Straubing (Standort)                   | Untertägige mittelalterliche und frühneuzeitliche Befunde im Bereich der abgegangenen Friedhofskirche St. Michael von Straubing. | D-2-7141-0375 |      |
| Straubing (Standort)                   | Untertägige spätmittelalterliche und frühneuzeitliche Befunde im Bereich der Kath. Krönungskapelle in Straubing und dem ehemals zugehörigen Siechenhaus sowie Bestattungsplatz des Mittelalters. | D-2-7141-0376 |      |
| Straubing (Standort)                   | Untertägige spätmittelalterliche und frühneuzeitliche Befunde im Bereich der Kath. Kirche St. Nikola in Straubing und dem zugehörigen Siechenhaus. | D-2-7141-0377 |      |
| Straubing (Standort)                   | Untertägige frühneuzeitliche Befunde im Bereich der Kath. Wieskapelle in Straubing. | D-2-7141-0378 |      |
| Straubing (Standort)                   | Untertägige frühneuzeitliche Befunde im Bereich des abgegangenen Kapuzinerklosters von Straubing. | D-2-7141-0379 |      |
| Straubing (Standort)                   | Untertägige frühneuzeitliche Befunde im Bereich der Kath. Schutzengelkirche, ehem. Franziskanerklosterkirche, in Straubing und des ehem. Franziskanerklosters. | D-2-7141-0380 |      |
| Straubing (Standort)                   | Untertägige spätmittelalterliche und frühneuzeitliche Befunde im Bereich des ehem. Hofmarkschlosses und späteren Kath. Elisabethinerinnenklosters Azlburg in Straubing. | D-2-7141-0381 |      |
| Kagers Straubing (Standort)            | Bestattungsplatz der Hallstattzeit. Grabenwerk vorgeschichtlicher Zeitstellung. Siedlung der römischen Kaiserzeit. | D-2-7141-0382 |      |
| Ittling Straubing (Standort)           | Untertägige mittelalterliche und frühneuzeitliche Befunde im Bereich der Kath. Pfarrkirche St. Johannes Baptist in Ittling, darunter die Spuren von Vorgängerbauten bzw. älterer Bauphasen. | D-2-7141-0416 |      |
| Alburg Straubing (Standort)            | Untertägige mittelalterliche und frühneuzeitliche Befunde im Bereich der Kath. Kirche St. Magdalena in Kay, darunter Spuren von Vorgängerbauten bzw. älterer Bauphasen. | D-2-7141-0417 |      |
| Kagers Straubing (Standort)            | Untertägige mittelalterliche und frühneuzeitliche Befunde im Bereich der Kath. Kirche Hl. Kreuzauffindung in Kagers, darunter die Spuren von Vorgängerbauten bzw. älterer Bauphasen. | D-2-7141-0419 |      |
| Alburg Straubing (Standort)            | Erdwerk der Altheimer Gruppe, Siedlung der Metallzeiten, u. a. der frühen Bronze- und der Hallstattzeit, frühmittelalterliche Siedlung und Reihengräber, hochmittelalterliche Siedlung. | D-2-7141-0421 |      |
| Alburg Straubing (Standort)            | Siedlung der Münchshöfener Gruppe und der Bronzezeit, frühmittelalterliche Siedlung und Körpergräber. | D-2-7141-0422 |      |
| Ittling Straubing (Standort)           | Siedlung vorgeschichtlicher, u. a. neolithischer Zeitstellung. | D-2-7141-0423 |      |
| Ittling Straubing (Standort)           | Siedlung und verebneter Grabhügel vor- und frühgeschichtlicher Zeitstellung. | D-2-7141-0424 |      |
| Ittling Straubing (Standort)           | Siedlung vor- und frühgeschichtlicher Zeitstellung. | D-2-7141-0425 |      |
| Ittling Straubing (Standort)           | Siedlung vor- und frühgeschichtlicher Zeitstellung, u. a. des Mittelneolithikums, der Münchshöfener und Altheimer Gruppe, der späten Bronzezeit und der Hallstattzeit. Villa rustica der römischen Kaiserzeit. Grabenwerk vor- und frühgeschichtlicher Zeitstellung. Siedlung und Körpergräber des Mittelalters. | D-2-7141-0426 |      |
| Ittling Straubing (Standort)           | Verebnete Grabhügel vorgeschichtlicher Zeitstellung. | D-2-7141-0427 |      |
| Ittling Straubing (Standort)           | Bestattungsplatz der Glockenbecherkultur. | D-2-7141-0429 |      |
| Ittling Straubing (Standort)           | Siedlung und verebnetes Grabenwerk vor- und frühgeschichtlicher Zeitstellung. | D-2-7141-0430 |      |
| Alburg Straubing (Standort)            | Untertägige mittelalterliche und frühneuzeitliche Befunde im Bereich der Kath. Wallfahrtskirche Unserer Lieben Frau in Frauenbrünnl. | D-2-7141-0443 |      |
| Straubing (Standort)                   | Siedlung der Urnenfelderzeit. | D-2-7141-0444 |      |
| Straubing (Standort)                   | Bestattungsplatz des frühen Mittelalters. | D-2-7141-0445 |      |
| Straubing (Standort)                   | Bestattungsplatz des frühen Mittelalters. | D-2-7141-0446 |      |
| Straubing (Standort)                   | Siedlung der frühen Latènezeit und der römischen Kaiserzeit. | D-2-7141-0447 |      |
| Straubing (Standort)                   | Siedlung des Mittelalters. | D-2-7141-0448 |      |
| Alburg Straubing (Standort)            | Siedlung vorgeschichtlicher, u. a. metallzeitlicher Zeitstellung. | D-2-7141-0449 |      |
| Alburg Straubing (Standort)            | Siedlung vorgeschichtlicher Zeitstellung und Körpergräber des frühen Mittelalters. | D-2-7141-0450 |      |
| Alburg Straubing (Standort)            | Siedlung der mittleren Bronzezeit. | D-2-7141-0451 |      |
| Straubing (Standort)                   | Siedlung der Linear- und Stichbandkeramik, der Münchshöfener und Altheimer Kultur und der frühen Bronzezeit, Siedlung und Grabenwerk der Bronzezeit, Siedlung der Urnenfelder- und Hallstattzeit, der späten Latènezeit sowie der mittleren römischen Kaiserzeit. Bestattungsplatz der Münchshöfener Kultur und der Schnurkeramik sowie vor- und frühgeschichtlicher Zeitstellung. Brandgräber der mittleren römischen Kaiserzeit.                                                                     | D-2-7141-0452 |      |
| Alburg Straubing (Standort)            | Siedlung vor- und frühgeschichtlicher Zeitstellung. | D-2-7141-0453 |      |
| Ittling Straubing (Standort)           | Siedlung vor- und frühgeschichtlicher Zeitstellung. | D-2-7141-0454 |      |
| Ittling Straubing (Standort)           | Frühmittelalterliches Reihengräberfeld. | D-2-7141-0455 |      |
| Ittling Straubing (Standort)           | Siedlung und verebneter Kreisgraben vor- und frühgeschichtlicher Zeitstellung. | D-2-7141-0456 |      |
| Straubing (Standort)                   | Siedlung vor- und frühgeschichtlicher Zeitstellung, u. a. der Urnenfelderzeit, der Latènezeit und der römischen Kaiserzeit sowie des frühen Mittelalters. | D-2-7141-0460 |      |
| Straubing (Standort)                   | Verebnetes viereckiges Grabenwerk vorgeschichtlicher Zeitstellung, wohl ein Herrenhof der Hallstattzeit. | D-2-7141-0461 |      |
| Straubing (Standort)                   | Siedlung vor- und frühgeschichtlicher Zeitstellung, u. a. der Linearbandkeramik, der frühen Bronzezeit, der Urnenfelderzeit und von einer Villa rustica der römischen Kaiserzeit sowie des Mittelalters. | D-2-7141-0463 |      |
| Straubing (Standort)                   | Siedlung vor- und frühgeschichtlicher Zeitstellung. | D-2-7141-0464 |      |
| Straubing (Standort)                   | Teilstück einer Römerstraße. | D-2-7141-0465 |      |
| Straubing (Standort)                   | Siedlung vor- und frühgeschichtlicher Zeitstellung. | D-2-7141-0466 |      |
| Straubing (Standort)                   | Siedlung vor- und frühgeschichtlicher Zeitstellung. | D-2-7141-0467 |      |
| Straubing (Standort)                   | Verebnetes Grabenwerk vor- und frühgeschichtlicher Zeitstellung, vielleicht römisches Übungslager. | D-2-7141-0468 |      |
| Straubing (Standort)                   | Verebnetes viereckiges Grabenwerk vor- und frühgeschichtlicher Zeitstellung, vielleicht römisches Übungslager. | D-2-7141-0469 |      |
| Straubing (Standort)                   | Siedlung vor- und frühgeschichtlicher Zeitstellung. | D-2-7141-0470 |      |
| Straubing (Standort)                   | Siedlung vor- und frühgeschichtlicher Zeitstellung. | D-2-7141-0471 |      |
| Straubing (Standort)                   | Verebnete Grabhügel vorgeschichtlicher Zeitstellung. | D-2-7141-0472 |      |
| Straubing (Standort)                   | Siedlung vor- und frühgeschichtlicher Zeitstellung. | D-2-7141-0473 |      |
| Straubing (Standort)                   | Siedlung vor- und frühgeschichtlicher Zeitstellung. | D-2-7141-0474 |      |
| Straubing (Standort)                   | Siedlung vor- und frühgeschichtlicher Zeitstellung. | D-2-7141-0475 |      |
| Straubing (Standort)                   | Verebneter Kreisgraben, wohl Bestattungsplatz vor- und frühgeschichtlicher Zeitstellung. | D-2-7141-0476 |      |
| Amselfing Aiterhofen (Standort)        | Siedlung vor- und frühgeschichtlicher Zeitstellung und verebnete Grabhügel vorgeschichtlicher Zeitstellung. | D-2-7142-0119 |      |
| Amselfing Aiterhofen (Standort)        | Verebnete Grabhügel vorgeschichtlicher Zeitstellung. | D-2-7142-0120 |      |